# Eleasar ben Pedat
R. Eleasar ben Pedat (auch: Eleazar ben Pedat, gewöhnlich ohne Nennung des Vaters: Eleasar, auch: Leazar, nicht zu verwechseln mit dem Tannaiten Eleazar ben Schammua) war ein Amoräer der so genannten dritten Generation in Palästina. Er starb vermutlich im Jahr 279.
Er war geborener Babylonier und dort Schüler Samuels und Rabs. Wie viele der palästinischen Amoräer seiner Generation kam er nach Palästina, wo er einer der Hauptschüler und Anhänger Jochanans wurde. Er übernahm Jochanans Schule in Tiberias, starb aber noch im selben Jahr.
Er war gleichermaßen in Halacha und Aggada bewandert. Über den ganzen Talmud verstreut wird er immer wieder zitiert. Dabei pries er besonders die Tugenden der Gerechtigkeit und der Wohltätigkeit.
Aus priesterlichem Geschlecht stammend, nahm er – ähnlich wie Chija bar Abba II. – keine Priestergaben an. Er war mittellos, schwach und kränklich, wurde aber wegen seiner Geistesgaben und wegen seiner umfassenden Kenntnisse als Oberherr Palästinas bezeichnet. Der Talmud überliefert zahlreiche Beispiele und Geschichten rund um seine Demut und Bescheidenheit.
Seine Haupttradenten sind Abbahu und Benjamin ben Jefet.